# ابن نباتة الفارقي
أبو يحيى عبد الرحيم بن محمد بن إسماعيل الحُذاقِي الفارقي (335هـ/946-947م - 374هـ/984م) هو خطيب مشهور في بلاط سيف الدولة الحمداني. ولِدَ عبد الرحيم بن محمد في 335هـ، وكانت ولادته في مدينة ميافارقين، وتعود أصوله إلى قبيلة حذاقة، وإليها يُنسَب. انتقل ابن نباتة إلى مدينة حلب، وهناك اشتهر خطيباً في بلاط سيف الدولة الحمداني، وفي حلب التقى بالمتنبِّي ويُقال أنَّه قرأ عليه ديوانه. اشتهر ابن نباتة بخُطَبِه الحماسية على المنابر، يُحرِّض فيها على الجهاد ضُدَّ الغزو الرومي. لم يُعمِّر ابن نباتة طويلاً، وتُوفِّي قبل أن يتجاوز الأربعين في مسقط رأسه في 374هـ.